# Haile Gebrselassie
Haile Gebrselassie (amhariska: ኃይሌ ገብረ ሥላሴ), född 18 april 1973 i Asella, Oromia, är en etiopisk friidrottare. Han spelade sig själv i dramadokumentären Endurance 1999.

## Karriär

### VM-guld 1993
Gebrselassies karriär tog sin början vid junior-VM 1992 då han vann guld på både 5 000 meter och 10 000 meter. Som senior deltog han vid VM 1993 i Stuttgart där han vann guldet på 10 000 meter och slutade på andra plats på 5000 meter efter kenyanen Ismael Kirui. 1994 noterade han sitt första världsrekord i friidrott, när han slog Saïd Aouitas sju år gamla världsrekord på 5000 meter, med tiden 12.56,97.

### VM-guld 1995
1995 blev ett framgångsrikt år för Gebrselassie. Vid VM i Göteborg försvarade han sitt guld på 10 000 meter. På 5000 meter blev han först av med sitt världsrekord till kenyanen Moses Kiptanui då denna noterade 12.55,30, men vid tävlingar i Zürich sprang Gebrselassie på 12.44,39 och blev återigen rekordhållare. Samma år noterade han även sitt första världsrekord på 10 000 meter då han noterade tiden 26.43,53.

### OS 1996
Gebrselassie var en av favoriterna till guldet på 10 000 meter vid Olympiska sommarspelen 1996. Ett favoritskap som han infriade då han vann på det nya mästerskapsrekordet 27.07,34. Han var även anmäld till 5000 meter men valde att inte starta.

### VM-guld 1997
Under 1997 deltog han vid inomhus-VM där han vann guld på 3 000 meter. Utomhus samma år vann han sitt tredje raka guld på 10 000 meter. Han förbättrade vidare sitt världsrekord på 5000 meter då han noterade tiden 12.41,86, ett rekord han bara fick behålla i nio dagar tills kenyanen Daniel Komen slog det. Han tog även tillbaka sitt världsrekord på 10 000 meter, som året innan hade slagits av marockanen Salah Hissou, då han sprang på 26.31,32. Även detta rekord slog tämligen omgående av kenyanen Paul Tergat 18 dagar senare.

### Världsrekord i löpning 1998
1998 blev Gebrselassie jackpotvinnare i Golden League tillsammans med Hicham El Guerrouj och Marion Jones. Han tog även tillbaka världsrekorden på både 5000 meter och 10 000 meter. Båda rekorden, dels på 5000 meter 12:39.36 dels 26:22.75 på 10 000 meter, stod sig ända tills Kenenisa Bekele slog dem 2004.

### VM-guld 1999
Under 1999 deltog han vid inomhus-VM i japanska Maebashi där han vann två guld, både på den för honom ovanliga distansen 1 500 meter och på 3 000 meter. Senare samma år blev han för fjärde gången världsmästare på 10 000 meter vid VM i Sevilla.

### OS-guld 2000
Hans sista stora framgång som banlöpare kom vid Olympiska sommarspelen 2000 i Sydney, där han lyckades försvara sitt guld på 10 000 meter. Denna gång blev segermarginalen bara nio hundradelar till kenyanen Paul Tergat.

## 2000-talet
Under 2001 blev Gebrselassie bara trea på 10 000 meter vid VM i Edmonton. Dock blev han världsmästare vid VM i halvmaraton samma år. Han deltog även vid VM 2003 då han blev silvermedaljör på 10 000 meter efter Bekele. Gebrselassie gjorde även ett försök att vinna sitt tredje OS-guld vid Olympiska sommarspelen 2004 i Aten men blev bara femma. 
Efter OS 2004 koncentrerade han sig på längre lopp och satte både världsrekord i halvmaraton 2006 och i maraton 2008. Han gjorde ett försök vid Olympiska sommarspelen 2008 i Peking att vinna ett nytt OS-guld på 10 000 meter men blev denna gång sexa. 
Gebrselassie bröt 2010 års New York City Marathon på grund av knäproblem och meddelade i samband med detta att han avslutar sin aktiva tävlingskarriär.  Detta beslut återkallades dock av Gebrselassie själv en vecka senare, då han tillkännagav en ny satsning inför OS i London 2012.

## Personliga rekord
- 1 500 meter - 3.33,73 från 1999 (3.31,76 inomhus från 1998)
- 3 000 meter - 7.25,09 från 1998
- 5 000 meter - 12.39,36 från 1998
- 10 000 meter - 26.22,75 från 1998
- Halvmaraton - 58.55 från 2006
- Maraton - 2:03.59 från 2008[1]